# Carmine Garofalo
Carmine Garofalo (Parenti, 15 aprile 1942 – Cosenza, 23 febbraio 1995) è stato un politico italiano.